# Kulturno dodvoravanje
Kulturno dodvoravanje (eng. cultural cringe) u društvenim znanostima i socijalnoj antropologiji predstavlja vrstu unutrašnjeg kompleksa niže vrijednosti, koji prouzrokuje da narod u nekoj zemlji odbaci svoju kulturu, smatrajući ju slabijom ili lošijom od kultura u nekim drugim zemljama. 
Kulturno dodvoravanje je blisko srodno s kolonijalnim mentalitetom, iako nisu istovjetni, a obično je povezan s antiintelektualističkim stavom prema misliocima, znanstvenicima i umjetnicima koji potječu iz neke postkolonijalne nacije ili nacije koja je nedavno ostvarila nezavisnost. 
Kod pojedinca se očituje u obliku kulturnog udaljavanja ili otuđivanja. U mnogim slučajevima, kulturno dodvoravanje se očituje kada pripadnik nekog naroda otvoreno iznese optužbe o kompleksu inferiornosti, i kasnije potvrđuje vrednote svoje nacionalne kulture.

## Podrijetlo
Australski pisac Henry Lawson je 1894. godine u predgovoru svoje knjige Short Stories in Prose and Verse (hrv. „Kratke priče u prozi i stihovima”) napisao:
Lawson u ovom izvadku piše o svom gorkom iskustvu, dovoljni dokaz o migreni psihološkog služanjstva, kulturne anksioznosti i ukorijenjenog okrutnosti okruženja, koja je kasnije dobila ime kulturno dodvoravanje koje je bilo tipično u australskom društvu tokom 19. stoljeća, i osnovni dio australskog indentiteta.
Termin „kulturno dodvoravanje” osmišljen je u Australiji poslije Drugog svjetskog rata, a prvi ga je upotrijebio kritičar i socijalni komentator iz Melbournea Arthur A. Phillips. U svojem iznimno utjecajnom i kontroverznom eseju imena „Kulturno dodvoravanje” Phillips je istražio ukorijenjene osjećaje inferiornosti lokalnih intelektualaca i stvaratelja, koji su bili jako izražene u kazalištu, glazbi, umjetnosti i kod spisatelja. Domašaj ovog eseja je takav da se mogao primijeniti na sve kolonijalne nacije, a esej se priznaje kao temelj za razvijanje postkolonijalističke teorije u Australiji. U suštini, Phillips je uspio ukazati na tadašnje mnijenje u australskim krugovima, koje je bilo da niti jedno lokalno djelo nije bilo ravno, recimo, djelu autora, umjetnika ili glazbenika iz Engleske ili Europe. Riječima pjesnika Chrisa Wallace-Crabba (kojeg je citirao Peter Conrad), ime Australije rimuje se s porazom. Jedini način da lokalni umjetnik izgradi lokalno poštovanje je da imitira strane umjetnike, ili mnogo česće da emigrira u Veliku Britaniju.
U nastavku svog predgovora, Lawson je napisao sljedeće:  
Kulturno dodvoravanje kod Australaca i američko kulturno šepurenje iskazuje se u dubokom kontrastu između američkog i australskog iskustva izlaženja iz Engleskih okvira poimanja svijeta. U svojem osvrtu na Australiju, Phillip je istaknuo je da je šport jedino polje u kojem puk prihvaća da je njegova nacija je sposobna za uspjeh i nadmašivanje druge. Uistinu, Australci su bili i ostali iznimno ponosni lokalnim sportašima i sportašicama, koje su smatrali prvoklasnima, dok su svoje intelektualce, kao i intelektualna djela proizvedena u Australiji, smatrali drugorazrednima. Neki smatraju da kulturno dodvoravanje u stvari potpiruje antiintelektualizam koji podupire javni život u Australiji.